# Nati nel 1732
| Questa pagina contiene informazioni ricavate automaticamente dalle voci biografiche con l'ausilio del template Bio e di un bot. L'aggiornamento è periodico e automatico e ricostruisce completamente la pagina. Se manca una persona in questa lista, sei pregato di non aggiungerla, ma accertati piuttosto che la sua voce biografica contenga il template Bio e che i dati anagrafici siano correttamente compilati. Se il template Bio manca, inseriscilo tu stesso o, in alternativa, metti l'avviso {{tmp\|Bio}} che ne segnala la mancanza. Se i dati riportati sono sbagliati, correggi direttamente la voce biografica; le modifiche saranno visibili in questa lista entro pochi giorni. Per chiarimenti vedi il progetto biografie. La lista contiene solo le 153 persone che sono citate nell'enciclopedia e per le quali è stato implementato correttamente il template Bio. Pagina aggiornata al 18 mar 2025. |

## Gennaio(18)
- 1º gennaio - Julie Bondeli, scrittrice e socialite svizzera († 1778)
- 2 gennaio - František Xaver Brixi, compositore e organista ceco († 1771)
- 7 gennaio - Nicola Giustiniani, ceramista italiano († 1815)
- 8 gennaio - Baldassarre Orsini, architetto e storico dell'arte italiano († 1810)
- 10 gennaio - Charles Monnet, pittore, disegnatore e illustratore francese († 1819)
- 10 gennaio - Giovanni Battista Rivellini, arcivescovo cattolico italiano († 1795)
- 11 gennaio - Peter Forsskål, esploratore, filosofo e naturalista svedese († 1763)
- 14 gennaio - Joseph Daquin, medico francese († 1815)
- 15 gennaio - Francesco Paolo Perremuto, arcivescovo cattolico italiano († 1791)
- 15 gennaio - Jean-Baptiste-Antoine Suard, giornalista francese († 1817)
- 16 gennaio - Antonio Vigni, fantino italiano
- 17 gennaio - Stanislao II Augusto Poniatowski, re († 1798)
- 19 gennaio - Shuja' al-Dawla, politico indiano († 1775)
- 20 gennaio - Richard Henry Lee, politico statunitense († 1794)
- 21 gennaio - Federico II Eugenio di Württemberg, nobile tedesco († 1797)
- 23 gennaio - Agostino Dal Pozzo, presbitero, storico e scrittore italiano († 1798)
- 24 gennaio - Pierre-Augustin Caron de Beaumarchais, drammaturgo francese († 1799)
- 25 gennaio - François Devosge, scultore e pittore francese († 1811)

## Febbraio(13)
- 2 febbraio - Cyrus Bustill, attivista statunitense († 1806)
- 6 febbraio - Charles Lee, generale britannico († 1782)
- 6 febbraio - Jean Joseph Pierre Pascalis, avvocato francese († 1790)
- 15 febbraio - Nikolaus Joseph Albert von Diesbach, gesuita e scrittore svizzero († 1798)
- 17 febbraio - François de Robespierre, avvocato e insegnante francese († 1777)
- 18 febbraio - Giovanni Borgi, artigiano italiano († 1798)
- 18 febbraio - Johann Christian Kittel, compositore e organista tedesco († 1809)
- 19 febbraio - Richard Cumberland, scrittore e drammaturgo inglese († 1811)
- 22 febbraio - Johann Sigismund Friedrich von Khevenhüller-Metsch, nobile e diplomatico austriaco († 1801)
- 22 febbraio - Jean-Bernard Restout, pittore e disegnatore francese († 1797)
- 22 febbraio - George Washington, politico e generale statunitense († 1799)
- 23 febbraio - Christiana Nickson, nobildonna irlandese († 1788)
- 27 febbraio - Jean de Dieu-Raymond de Boisgelin de Cucé, cardinale e arcivescovo cattolico francese († 1804)

## Marzo(15)
- 1º marzo - William Cushing, giudice statunitense († 1810)
- 2 marzo - Giovanni Girolamo Calepio, presbitero e saggista italiano († 1810)
- 5 marzo - Domenico Blasucci, religioso italiano († 1752)
- 10 marzo - Jean Fabre de la Martillière, generale e politico francese († 1819)
- 12 marzo - Joseph Gaertner, botanico tedesco († 1791)
- 13 marzo - Benedetto Cervone, vescovo cattolico italiano († 1788)
- 14 marzo - Abraham Somes, militare statunitense († 1819)
- 17 marzo - Johann Jacob Volkmann, scrittore tedesco († 1803)
- 19 marzo - Giovanni Domenico Straticò, vescovo cattolico, teologo e letterato italiano († 1799)
- 23 marzo - Adelaide di Borbone-Francia, principessa francese († 1800)
- 24 marzo - Gian Francesco de Majo, compositore italiano († 1770)
- 30 marzo - Fedele Fischetti, pittore italiano († 1792)
- 31 marzo - Franz Joseph Haydn, compositore austriaco († 1809)
- 31 marzo - Giuseppe Amedeo Sallier de la Tour, generale italiano († 1820)
- 31 marzo - Maria Enrichetta Giuseppa di Fürstenberg-Stühlingen, principessa tedesca († 1772)

## Aprile(9)
- 5 aprile - Jean-Honoré Fragonard, pittore francese († 1806)
- 6 aprile - José Celestino Mutis, presbitero, botanico e matematico spagnolo († 1808)
- 6 aprile - Louis Armand Constantin de Rohan, ammiraglio francese († 1794)
- 13 aprile - Philibert Aspairt, francese († 1793)
- 13 aprile - Frederick North, nobile e politico inglese († 1792)
- 14 aprile - Ferrante de Gemmis, filosofo e letterato italiano († 1803)
- 16 aprile - Filippo Marchionni, architetto e pittore italiano († 1805)
- 20 aprile - Carlo Bianconi, pittore, scultore e architetto italiano († 1802)
- 20 aprile - Alexandre Marie Léonor de Saint-Mauris de Montbarrey, politico e nobile francese († 1796)

## Maggio(7)
- 17 maggio - Johann Carl Gehler, mineralogista e anatomista tedesco († 1796)
- 17 maggio - Francesco Pasquale Ricci, presbitero, compositore e violinista italiano († 1817)
- 19 maggio - Johann Christoph von Wöllner, mistico, presbitero e politico tedesco († 1800)
- 20 maggio - Hedvig Catharina De la Gardie, nobildonna svedese († 1800)
- 26 maggio - Francesco Sozzi, pittore italiano († 1795)
- 27 maggio - Cristoforo Unterperger, pittore italiano († 1798)
- 31 maggio - Hieronymus von Colloredo, arcivescovo cattolico e mecenate austriaco († 1812)

## Giugno(9)
- 4 giugno - Bartolomeo Lorenzi, abate e poeta italiano († 1822)
- 7 giugno - Giuseppe Demachi, compositore italiano
- 8 giugno - Federico Francesco di Brunswick-Wolfenbüttel, generale tedesco († 1758)
- 12 giugno - Giuseppe Diziani, pittore e restauratore italiano († 1803)
- 14 giugno - Luigi Antonio Lanzi, gesuita, archeologo e storico dell'arte italiano († 1810)
- 15 giugno - Roberto Costaguti, vescovo cattolico, umanista e oratore italiano († 1818)
- 21 giugno - Johann Christoph Friedrich Bach, compositore tedesco († 1795)
- 27 giugno - Carolina di Stolberg-Gedern, nobildonna tedesca († 1796)
- 29 giugno - Sofia Luisa di Anhalt-Bernburg, nobile († 1786)

## Luglio(6)
- 6 luglio - Charles Bruce, V conte di Elgin, nobile scozzese († 1771)
- 11 luglio - Jérôme Lalande, astronomo francese († 1807)
- 20 luglio - Raffaele Agostino De Ferrari, doge († 1801)
- 21 luglio - James Adam, architetto scozzese († 1794)
- 21 luglio - Amalia di Sassonia-Hildburghausen, duchessa († 1799)
- 25 luglio - Giovanni Nepomuceno Carlo di Hohenzollern-Hechingen, vescovo cattolico polacco († 1803)

## Agosto(3)
- 8 agosto - Johann Christoph Adelung, linguista tedesco († 1806)
- 17 agosto - Filippo Lancellotti, cardinale italiano († 1794)
- 30 agosto - Elisabetta Federica Sofia di Brandeburgo-Bayreuth, duchessa († 1780)

## Settembre(8)
- 4 settembre - Jean-Baptiste Nôtre, compositore e organista francese († 1807)
- 6 settembre - Vicente Tofiño de San Miguel, navigatore e cartografo spagnolo († 1795)
- 16 settembre - Pancrazio Amoretti, incisore italiano († 1816)
- 17 settembre - Karl Samuel Andersch, medico e anatomista tedesco († 1777)
- 25 settembre - Angelo Fabroni, storico e religioso italiano († 1803)
- 26 settembre - José de Córdova y Ramos, ammiraglio e esploratore spagnolo († 1815)
- 29 settembre - Samuel Musgrave, filologo classico e medico inglese († 1780)
- 30 settembre - Jacques Necker, politico e economista svizzero († 1804)

## Ottobre(13)
- 6 ottobre - John Broadwood, imprenditore scozzese († 1812)
- 6 ottobre - Nevil Maskelyne, astronomo britannico († 1811)
- 6 ottobre - Cosimo Morelli, architetto italiano († 1812)
- 7 ottobre - William Capell, IV conte di Essex, nobile inglese († 1799)
- 10 ottobre - Auguste-Denis Fougeroux de Bondaroy, botanico francese († 1789)
- 11 ottobre - Raphael Bienvenu Sabatier, chirurgo francese († 1811)
- 12 ottobre - Charles-Pierre Colardeau, poeta, drammaturgo e traduttore francese († 1776)
- 22 ottobre - Anton Brugmans, fisico olandese († 1789)
- 23 ottobre - Nicola Buschi, arcivescovo cattolico italiano († 1813)
- 24 ottobre - Cristina Roccati, fisica e poetessa italiana († 1797)
- 28 ottobre - Giuseppe Aprile, compositore e cantante castrato italiano († 1813)
- 30 ottobre - Leopoldo da Gaiche, presbitero italiano († 1815)
- 31 ottobre - Jean Bardin, pittore francese († 1809)

## Novembre(7)
- 9 novembre - Jeanne Julie Éléonore de Lespinasse, scrittrice francese († 1776)
- 11 novembre - Francesco Luserna Rorengo di Rorà, arcivescovo cattolico italiano († 1778)
- 13 novembre - John Dickinson, politico e avvocato statunitense († 1808)
- 19 novembre - Antoine-Jean Amelot de Chaillou, politico francese († 1795)
- 19 novembre - Giuseppe Geremia, musicista e compositore italiano († 1814)
- 19 novembre - Filippo Rosa Morando, letterato, drammaturgo e poeta italiano († 1757)
- 28 novembre - Massimiliano di Salm-Salm, militare tedesco († 1773)

## Dicembre(6)
- 2 dicembre - Federico Guglielmo di Hohenlohe-Kirchberg, generale austriaco († 1796)
- 6 dicembre - Warren Hastings, politico britannico († 1818)
- 13 dicembre - Jean-Claude Trial, violinista e compositore francese († 1771)
- 15 dicembre - Carl Gotthard Langhans, architetto tedesco († 1808)
- 23 dicembre - Richard Arkwright, ingegnere e imprenditore inglese († 1792)
- 29 dicembre - Marc-Antoine Thierry de Ville-d'Avray, nobile francese († 1792)

## Senza giorno specificato(39)
- John Julius Angerstein, imprenditore russo († 1823)
- Pietro Bardellino, pittore italiano († 1806)
- Ivan Barkov, scrittore, traduttore e poeta russo († 1768)
- Karl Bechon, miniatore polacco († 1812)
- Giuseppe Belli, cantante castrato italiano († 1760)
- Andrew Burnaby, viaggiatore e presbitero britannico († 1812)
- Giovanni Battista Cantalupi, pittore italiano († 1780)
- George Colman il Vecchio, drammaturgo e saggista inglese († 1794)
- Guillaume-Martin Couture, architetto francese († 1799)
- Joseph Nikolaus De Vins, generale austriaco († 1798)
- Pierre-Louis-Olivier Desclozeaux, avvocato e giurista francese († 1816)
- Jean-François Durande, botanico e medico francese († 1794)
- Lorenzo Feliciati, pittore italiano († 1799)
- Onofrio Galeota, patriota italiano († 1802)
- Pierre Gouthière, disegnatore e orafo francese († 1813)
- David Hartley il giovane, politico e inventore inglese († 1813)
- Jean-Charles-Pierre Lenoir, poliziotto francese († 1807)
- Vicente Le Quang Liem, religioso e missionario vietnamita († 1773)
- Vincenzo Moncada, nobile, politico e militare italiano († 1805)
- Mariano Morini, religioso e fisico italiano († 1801)
- Pakubuwono III, sovrano indonesiano († 1788)
- Gregorio Petondi, architetto svizzero († 1817)
- Giuseppe Picano, scultore italiano
- Aleksandr Aleksandrovič Prozorovskij, generale russo († 1809)
- William Wynne Ryland, incisore inglese († 1783)
- Luigi Antonio Sabbatini, francescano e compositore italiano († 1809)
- Enrico Sanclemente, abate e numismatico italiano († 1815)
- Abbas III, persiano († 1740)
- Joseph Smith, generale britannico († 1790)
- Joseph von Sonnenfels, romanziere e giurista austriaco († 1817)
- John Strange, diplomatico, archeologo e scienziato britannico († 1799)
- Robert Strawbridge, religioso irlandese († 1781)
- John Twigg, artigiano britannico († 1790)
- Francesco Vaccà Berlinghieri, chirurgo italiano († 1812)
- Clarice Vasini, pittrice e scultrice italiana († 1823)
- Filippo Vivalda, politico e militare italiano († 1808)
- Gustavus Waltz, basso tedesco († 1759)
- Pedro de Cárdenas y Blancardi, ammiraglio spagnolo († 1810)
- Guillaume du Barry, nobile francese († 1811)